# Wangechi Mutu
Wangechi Mutu (Nairóbi, Quênia, 22 de junho de 1972) em  é uma escultora e artista que vive e trabalha no Brooklyn, em Nova York. Mutu é considerada por muitos como uma das artistas africanas contemporâneas mais importantes dos últimos anos, tendo suas obras recebido elogios a nível global. Suas obras são baseadas em uma ampla variedade de modos de expressão: pinturas, colagens, vídeos, instalações, etc. Está relacionado ao movimento afro-futurista e tem um lugar no mercado de arte norte-americano e europeu.